# Кіцкань (Вранча)
Кіцкань, Кіцкані (рум. Chițcani) — село у повіті Вранча в Румунії. Входить до складу комуни Богешть.
Село розташоване на відстані 215 км на північний схід від Бухареста, 52 км на північ від Фокшан, 113 км на південь від Ясс, 92 км на північний захід від Галаца, 149 км на схід від Брашова.

## Населення
За даними перепису населення 2002 року у селі проживали 157 осіб, усі — румуни. Усі жителі села рідною мовою назвали румунську.